# Syzygium balansae
Syzygium balansae là một loài thực vật có hoa trong Họ Đào kim nương. Loài này được (Guillaumin) J.W.Dawson miêu tả khoa học đầu tiên năm 1999.